# Cratere Heaviside (Marte)
Heaviside è un cratere sulla superficie di Marte.
Il cratere è dedicato al matematico britannico Oliver Heaviside.